# أييا باراسكيفي (سيرري)

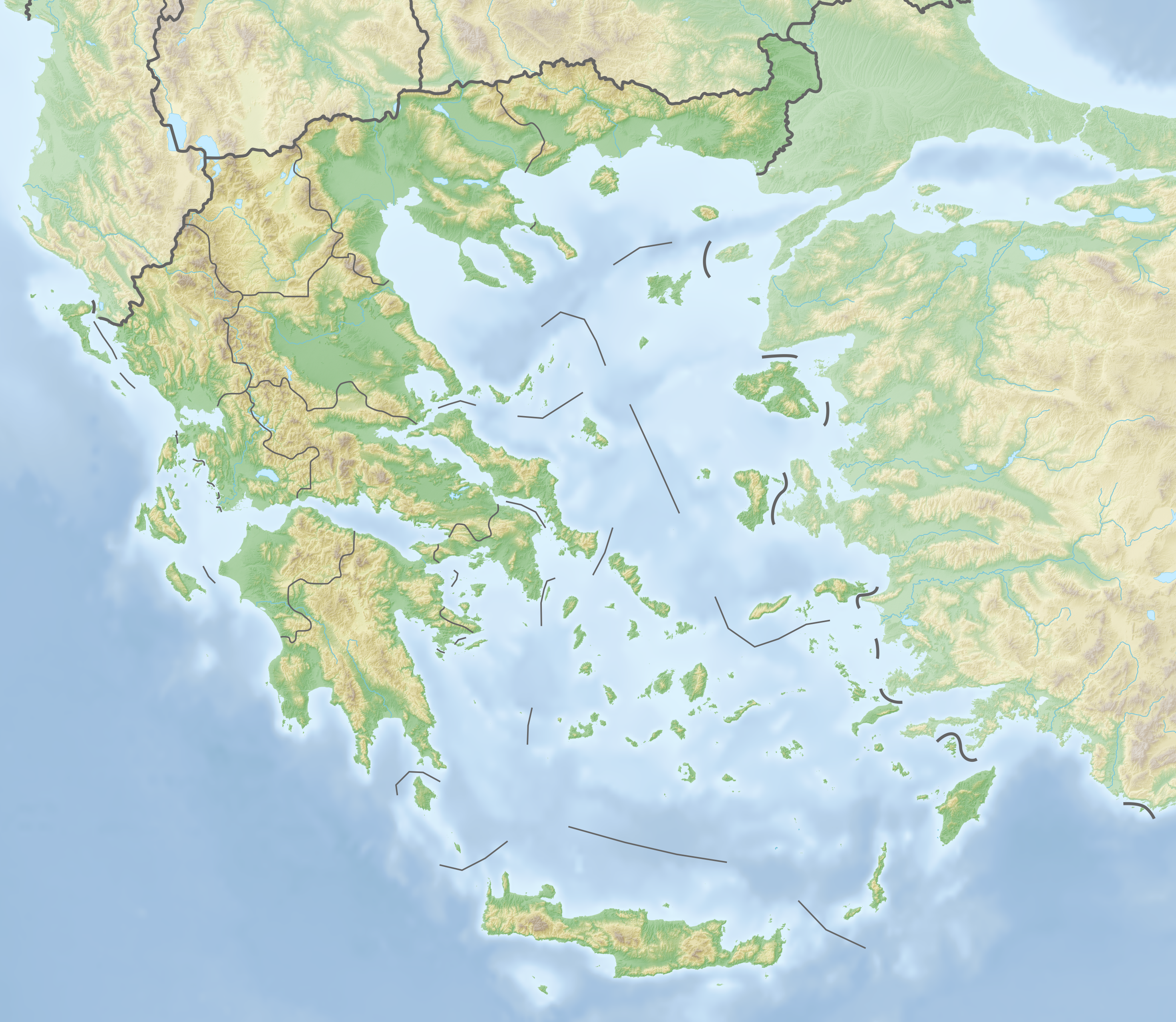

أييا باراسكيفي (Αγία Παρασκευή) هي مدينة في سيرري في مقاطعة فوريا إلادا في اليونان.
يبلغ عدد سكانها حوالي 885   نسمة.